# Erik Bork
Erik Bork é um roteirista, produtor e consultor de roteiro mais conhecido por seu trabalho sobre a nas séries Band of Brothers e From the Earth to the Moon, para a qual escreveu vários episódios, e ganhou dois Emmy e dois prêmios Globo de Ouro como parte da equipe de produção.
Em 2014, ele foi nomeado um dos "10 mais influentes blogueiros" por seu blog, Flying Wrestler, junto com Steven Pressfield, John August, e Ken Levine entre outros. 

## Início
Bork começou em Hollywood como assistente de Tom Hanks, que lhe deu a oportunidade de ajudar a escrever e produzir From the Earth to the Moon depois de ler alguns scripts de comédia que ele havia escrito. 

## Carreira
Bork vendeu algumas séries (e pilotos escritos) para a NBC e FOX, trabalhou na equipe de roteiristas de dois dramas do horário nobre, e escreveu roteiros para empresas como Universal Studios, HBO,  TNT e Playtone.
Bork ensina a escrever roteiros na UCLA Extension Writers Program, e The Writers Store, e oferece consultoria one-on-one para escritores. 

## Ligações Externas
- Erik Bork. no IMDb.
- Website: www.flyingwrestler.com
- Twitter: @flyingwrestler